# Green & Cold
Green & Cold is een studioalbum van Aidan Baker uit 2007. De muziek op dit album is te omschrijven als lome ambient, waarbij de akoestische gitaar een grote rol speelt. Baker zong ook op dit album en ook zijn zang is te omschrijven als loom (te vergelijken met zijn muziek). Het is een van zijn rustiger albums. De oorspronkelijke uitgave verscheen op Cd-r.
In 2008 verscheen een nieuwe versie van het album met twee livetracks. De liveopnamen zijn gemaakt op 27 februari 2007 in The Ambient Ping (muziekgelegenheid voor ambient) in Toronto, thuisbasis van Baker. Het heruitgegeven album, nu op compact disc, verscheen in 2008 in een genummerde oplage van 400 stuks.

## Musici
- Aidan Baker – akoestische en elektrische gitaar, basgitaar, zang en drums.

## Muziek
Er verschenen drie titelloze tracks op de albums

| Nr. | Titel               | Duur  |
| --- | ------------------- | ----- |
| 1.  | ---                 | 7:06  |
| 2.  | Chainsaw            | 5:34  |
| 3.  | Merge               | 5:47  |
| 4.  | Beautiful beast     | 12:06 |
| 5.  | Green & Cold        | 4:16  |
| 6.  | Machina             | 7:26  |
| 7.  | ---                 | 9:43  |
| 8.  | ---                 | 3:22  |
| 9.  | Green & Cold (live) | 4:12  |
| 10. | Machina (live)      | 20:19 |